# Pernye András
Pernye András (Újpest, 1928. november 19. – Budapest, 1980. április 4.) Erkel Ferenc-díjas zenetörténész, szakíró, egyetemi tanár.

## Élete
Édesapja, Pernye Károly gépészmérnök, apai nagybátyja, Otto Schulhof zeneszerző, a Bécsi Operaház karmestere volt.
Gyermekkorában aktívan sportolt, írónak készült, 16 évesen azonban elkapta a járványos gyermekbénulást, és bár leküzdötte a betegséget, felnőttként kerekesszékhez volt kötve.
Berkes Kálmántól klarinétozni, Vasadi Balogh Lajostól zeneszerzést tanult. A hangszeres pályára lépést maradandó bénultsága megakadályozta. Ezért zenetudománnyal kezdett foglalkozni. 1952-ben kezdte meg a szakot a Zeneakadémián, ahol Bartha Dénes, Szabolcsi Bence, Bárdos Lajos, Gárdonyi Zoltán és Ujfalussy József voltak a tanárai. Kivételesen olvasott, művelt ember volt.
Kiváló zenei tárgyú könyvei és cikkei jelentek meg. Egyike volt az elsőknek, akik szakíróként fölkarolták a dzsesszzenét.
1963-tól a Bartók Béla Zeneművészeti Szakiskolában tanított, és 1965-től mindvégig a Zeneakadémián is. A Magyar Nemzet zenekritikusa volt, s eközben A Magyar Rádióban dzsessztörténeti sorozatot vezetett.
Országos és tartós népszerűségre tett szert a Ki mit tud? zsűritagjaként.
1975-ben Erkel Ferenc-díjat kapott.
Egyik aláírója volt a Charta '77-nek.
Ötvenegy évesen öngyilkos lett.
Nincs dobogó az asztal alatt, nem emeltek a diákok széksorai sem. Ő pedig nem tudott felállni az asztal mellől. Mégis úgy éreztük, egy óriás lény lebeg a teremben, szüntelenül megérintve mindannyiunkat.

## Művei
- Ravel: Pásztoróra. Petrovics: C'est la guerre; Milhaud: Francia saláta; Magyar Állami Operaház, Bp., é. n.
- Giacomo Puccini; Gondolat, Bp., 1959 (Kis zenei könyvtár, 9.)
- A német zene története 1750-ig; Zeneműkiadó, Bp., 1964 (Bibliotheca musica, 16.)
- A jazz; Gondolat, Bp., 1964
- Szabó Ferenc; Zeneműkiadó, Bp., 1965 (Mai magyar zeneszerzők)
- A jazz; 2. jav., bőv. kiad.; Gondolat, Bp., 1966
- Alban Berg; Gondolat, Bp., 1967 (Kis zenei könyvtár, 35.)
- Hét tanulmány a zenéről; Magvető, Bp., 1973 (Elvek és utak)
- Előadóművészet és zenei köznyelv. Esszé; Zeneműkiadó, Bp., 1974 ISBN 9633300312
- A nyilvánosság. Zenei írások; vál., szerk. Breuer János, előszó Almási Miklós; Zeneműkiadó, Bp., 1981 ISBN 9633303893
- Fél évezred fényében. Írások a zenéről; vál., szerk. Breuer János; Gondolat, Bp., 1988 ISBN 9632820991
- Giacomo Puccini; 2. kiad.; Zeneműkiadó, Bp., 1988 ISBN 963330637X
- A jazz; Noran, Bp., 2007 ISBN 9789639716490
- Budapest hangversenytermeiben. Válogatott zenekritikák, 1959–1975; vál., szerk., utószó Mikusi Balázs; Gondolat–OSZK, Bp., 2012[3] ISBN 9789636934392

### Közreműködései
- Liebner János: Mozart a színpadon. Dramaturgiai tanulmányok; szerk. Pernye András; Zeneműkiadó, Bp., 1961
- Failoni, Sergio: Hangfogó nélkül; vál., bev. Pernye András; Zeneműkiadó, Bp., 1962
- Oldal Gábor: Hanglemezbarátok könyve; szerk. Pernye András; Zeneműkiadó, Bp., 1962
- László Zsigmond: Az ifjú Liszt 1811–1839; szerk. Pernye András; Zeneműkiadó, Bp., 1962
- Gáspár Margit: A múzsák neveletlen gyermeke. A könnyűzenés színpad kétezer éve; szerk. Pernye András; Zeneműkiadó, Bp., 1963
- Gát József: Zongorametodika; szerk. Pernye András; Zeneműkiadó, Bp., 1964
- LeRoi Jones: A blues népe. Néger zene a fehér Amerikában; ford. László Balázs, versford. Dávidházi Péter, utószó Pernye András; Európa, Bp., 1970 (Modern könyvtár)
- Egyszer volt egy Magyar Televízió. Az első 25 évről. Galsai Pongrác, Hámos György, Pernye András és Sándor György 1981 előtt megjelent könyveiből; MTV, Bp., 2009

## Librettó

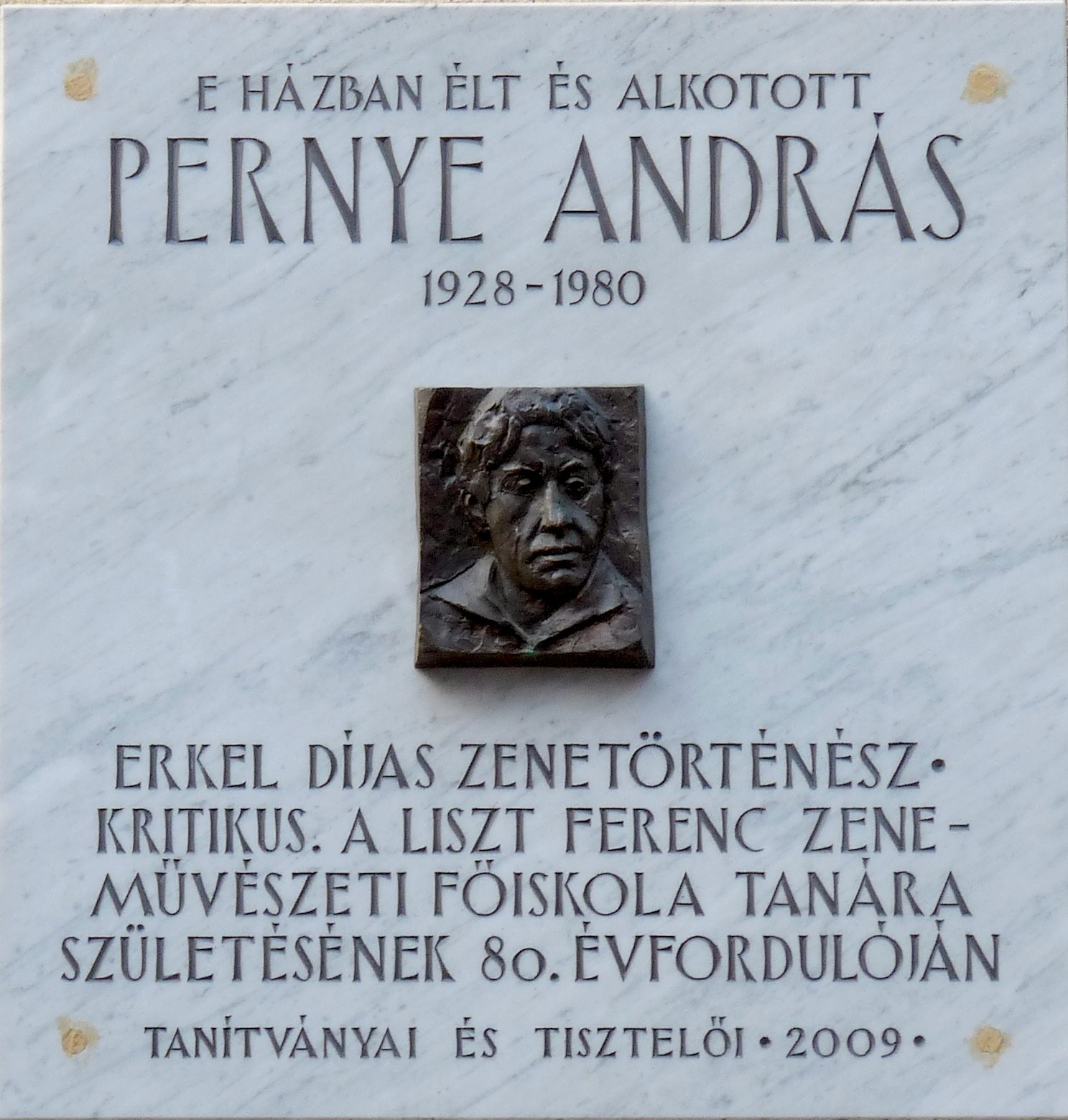
Domborműves emléktáblája egykori lakhelyén: a Budapest VII. kerület, Dob utca 56. alatt

- Láng István: Mario és a varázsló (1964)

## Emlékezete
- 1995-ben létrejött a nevét viselő alapítvány, melyet egykori tanítványai hoztak létre. A Pernye András Tehetség és Zenei Képességgondozó Alapítvány a hátrányos helyzetű gyerekek tehetségét és zenei nevelését tűzte ki célul.[4]
- 2009-ben egykori lakóhelyén, az Erzsébetvárosban emléktáblát[5] állítottak fel, a Magyar Jazz Szövetség ugyanebben az évben Pernye András-díjat alapított.
- Anekdota: Pernye elvitte egy korai munkáját Lukács Györgyhöz, aki egy óra alatt azt ízekre szedte. Szomorúan – úton hazafelé – összetalálkozott Heller Ágnessel, aki meghallván a történetet így reagált: ha veled Lukács egy óra hosszat beszélgetett, akkor a dolgozatod kiváló.